# Кошкарбаєв Рахімжан
Рахімжа́н Кошкарба́єв (каз. Рақымжан Қошқарбаев; 1924–1988) — учасник Другої світової війни, командир стрілецького взводу 1-го стрілецького батальйону 674-го стрілецького полку 150-ї стрілецької Ідрицької дивізії, лейтенант. Народний Герой Казахстану (1999). 30 квітня 1945 року першим встановив бойовий Червоний прапор над рейхстагом.

## Біографія
Народився у 1924 році в радгоспі 40-річчя Жовтня Целіноградського району Целіноградської (нині — Акмолинської) області Казахстану. Казах.
До лав РСЧА призваний у вересні 1942 року Акмолинським РВК. На фронтах німецько-радянської війни з січня 1945 року.
Особливо відзначився під час штурму Берліна. 16 квітня 1945 року, прорвавши оборону ворога на плацдармі на західному березі річки Одер в районі Гроснойдорф, лейтенант Р. Кошкарбаєв на чолі штурмового взводу 17 квітня вийшов до каналу Фридландерштром. На підручних засобах форсувавши водну перепону, захопив плацдарм і утримував його до підходу основних сил. Під час рукопашної сутички взвод лейтенанта Кошкарбаєва знищив близько 40 гітлерівців, захопив 3 крупнокаліберних кулемети й з трофейної зброї вів інтенсивний вогонь по супротивнику. 29 квітня взвод лейтенанта Р. Кошкарбаєва одним із перших форсував річку Шпреє.
30 квітня 1945 року увірвався до рейхстагу і встановив Прапор Перемоги. Інститут військової історії Росії офіційно підтвердив, що лейтенант Рахімжан Кошкарбаєв і рядовий Григорій Булатов були першими, які підняли бойовий Червоний прапор над рейхстагом у Берліні 30 квітня 1945.
Степан Андрійович Неустроєв, на той час — командир батальйону, що штурмував рейхстаг, так описує зустріч з Кошкарбаевим:
| Назустріч мені вийшов невисокий на зріст, широкий у плечах чоловік. І я відразу впізнав його: лейтенант Кошкарбаєв. Про нього в дивізії ходила слава, як про безстрашного офіцера.[2] |
6 травня 1945 року командиром полку був представлений до присвоєння звання Героя Радянського Союзу. Це представлення було підтверджене командирами 150-ї стрілецької дивізії і 79-го стрілецького корпусу, але в остаточному наказі по військам 3-ї ударної армії нагороду було змінено.
У повоєнні роки працював у Алмати керуючим готелем однойменного готелю.

## Нагороди і почесні звання
Нагороджений орденами Червоного Прапора (08.06.1945), Вітчизняної війни 1-го (22.04.1945) та 2-го (06.04.1985) ступенів, медалями.
Указом Президента Республіки Казахстан від 7 травня 1999 року йому посмертно присвоєно найвищу ступінь відзнаки — звання «Халик Каhармани».

## Пам'ять
Ім'я Рахімжана Кошкарбаєва носить середня школа в селі Кош Акмолинської області.